# Llazar Siliqi
Llazar Siliqi (ur. 1 stycznia 1924 w Szkodrze, zm. 26 marca 2001) – albański pisarz pochodzenia serbskiego. Inspirował się twórczością Władimira Majakowskiego.

## Życiorys
W 1942 roku ukończył liceum Illyricum w Szkodrze. Podczas II wojny światowej był więziony w obozie koncentracyjnym w Prisztinie; wspomnienia z niego opisał w poemacie epickim pod tytułem Prishtina.
W 1951 roku ukończył studia na moskiewskim Instytucie Literackim im. Maksima Gorkiego. Był librecistą skomponowanych przez Prenka Jakovę oper pt. Mrika (będącą również pierwszą albańską operą) oraz Gjergj Kastrioti Skënderbeu.
Należał do Albańskiej Ligi Pisarzy i Artystów oraz do Albańskiej Partii Pracy. W 1972 roku wziął udział w Albańskim Kongresie Ortograficznym.

## Twórczość
- Prishtina (1949; poemat epicki)[4]
- scenariusz do filmu pod tytułem Komisarz Światła (1966)[8]

## Życie prywatne
Syn poety Rista Siliqiego.